# Singoli 1984/1987
Singoli 1984/1987, nota anche col titolo Addio amor, è una raccolta della cantante italiana Viola Valentino, pubblicata nel 1987.

## Descrizione
L'album è stato pubblicato dall'etichetta discografica CGD. Nel 1988 è stato ristampato in LP nella collana in economica MusicA con il titolo di Addio amor.

## Tracce
1. Verso sud
2. Addio amor
3. La verità
4. 1917
5. Ripensando
6. Vai col tango
7. Traditi
8. Il posto della luna
9. Devi ritornare
10. Dentro una notte di festa